# Великий каньйон (фільм)
«Великий каньйон» — кінофільм режисера Лоуренса Кездана, драма.

## Сюжет
Автомобіль успішного адвоката Мака поламався в кримінально неблагополучному районі міста. Від грабіжників його врятував водій аварійної машини Саймон. Тепер Мак хоче хоч якось допомогти Саймону, стати його другом, хоча у них дуже мало спільного.

## У ролях
- Денні Гловер — Саймон
- Кевін Клайн — Мак
- Стів Мартін — Девіс
- Мері Макдоннелл — Клер
- Мері-Луїз Паркер — Ді
- Елфрі Вудард — Джейн
- Джеремі Сісто — Роберто